# Джоузеф Йобо
Джоузеф Филип Йобо (на английски: Joseph Yobo) е бивш нигерийски футболист, централен защитник. Висок е 185 см. и тежи 76 кг.

## Кариера
Напуска Нигерия през 1998 г., за да се присъедини към белгийския „Стандарт Лиеж“. Прави дебюта си за първия тим през 2000 г. За целия си престой в „Стандарт“ защитникът записва 46 мача и 2 гола за първенство. През 2001 г. Йобо е закупен от френския Олимпик Марсилия (23 мача).
За сезон 2001/02 нигериецът е даден под наем на „Тенерифе“, където обаче не записва нито едно участие в шампионатна среща. През юли 2002 г. Йобо е даден под наем на „Евертън“ за сумата от 1 милион паунда. В първата си година на „Гудисън парк“ бранителят записва 24 участия и в крайна сметка е привлечен за постоянно от „карамелите“ за 4 милиона паунда.
Към юни 2009 г. Йобо е изиграл 204 срещи и е отбелязал 7 попадения за „Евертън“. Дебютира за националния отбор на Нигерия през 2001 г. Участва на Световното първенство в Япония и Южна Корея през 2002 г. (асистира за единственото попадение на Нигерия в турнира), в Купата на африканските нации през 2006 г. (трето място) и 2008 г. Към юни 2009 г. Йобо има 61 мача и 4 гола с екипа на „суперорлите“.
През 2007 г. играчът основава в родината си благотворителна фондация, чиято цел е да подпомага децата в неравностойно положение.